# Masamori Tokuyama
Pour les articles homonymes, voir Tokuyama (homonymie).
Masamori Tokuyama, de son vrai nom Hong Chang-soo, est un boxeur nord-coréen né le 17 septembre 1974, à Tokyo.

## Carrière
Passé professionnel en 1994, Masamori Tokuyama devient champion d'Asie OPBF des poids super-mouches en 1999 et champion du monde WBC de la catégorie le 27 août 2000 après sa victoire aux points face à Cho In-joo. Tokuyama conserve son titre à huit reprises puis le perd contre Katsushige Kawashima le 28 juin 2004. Il remporte le combat revanche le 18 juillet 2005 puis met un terme à sa carrière de boxeur après une dernière victoire contre l’américain José Navarro le 27 février 2006 sur un bilan de trente-deux victoires, trois défaites et un match nul.